# チェンブラ・リジニャーゴ
チェンブラ・リジニャーゴ（イタリア語: Cembra Lisignago）は、イタリア共和国トレンティーノ＝アルト・アディジェ州トレント自治県にある、人口約2,300人の基礎自治体（コムーネ）。
2016年1月1日にチェンブラとリジニャーゴが合併して発足した。

## 地理

### 位置・広がり

#### 隣接コムーネ
隣接するコムーネは以下の通り。括弧内のBZはボルツァーノ自治県所属を示す。
- アルビアーノ
- アルタヴァッレ (ファヴェル)
- ジョーヴォ
- ローナ＝ラーゼス
- サロルノ・スッラ・ストラーダ・デル・ヴィーノ(BZ)
- セゴンツァーノ

## 行政

### 分離集落
チェンブラ・リジニャーゴには、以下の分離集落（フラツィオーネ）がある。
- Cembra (sede comunale), Lisignago